# Kursko
Kursko is een plaats in het Poolse district  Międzyrzecki, woiwodschap Lubusz. De plaats maakt deel uit van de gemeente Międzyrzecz en telt 300 inwoners.